# Calorophus erostris
Calorophus erostris là một loài thực vật có hoa trong họ Restionaceae. Loài này được (C.B.Clarke) L.A.S.Johnson & B.G.Briggs mô tả khoa học đầu tiên năm 1994.